# Listen Without Prejudice Vol. 1
Listen Without Prejudice Vol. 1 (in italiano Ascolta senza pregiudizi, vol.1) è il secondo album da solista del cantante britannico George Michael (che in questo album, viene riportato come George Michæl), pubblicato nel settembre 1990.
Il 20 ottobre 2017 è stata pubblicata una nuova versione intitolata Listen Without Prejudice / MTV Unplugged. All'interno è contenuto l'album per intero, il live degli MTV Unplugged del 1996, vari remix e alcuni brani inediti, tra cui un remix di Fantasy e una versione di Heal the Pain con Paul McCartney. L'album era un progetto dello stesso artista, deceduto prima dell'uscita vera e propria e quindi considerato un album postumo.

## Descrizione
Dopo il successo internazionale del suo primo lavoro Faith, George, non volendo essere associato alla figura di playboy vestito di jeans e giubbotto di pelle nera che tanto aveva riscosso successo nel precedente album, decide di non apparire più nei suoi video. Il nuovo corso è ben rappresentato dal video della canzone Freedom! '90 dove appare un giubbotto di pelle nera che prende fuoco in un guardaroba e un jukebox e una chitarra che esplodono, oggetti presenti nel videoclip di Faith, senza contare il titolo che, con l'aggiunta dell'anno in corso, si rifà, e ne prende le distanze, a uno dei maggiori successi dell'epoca Wham! Il titolo è anche un chiaro riferimento alle intenzioni di George Michael di essere preso sul serio come compositore. Ciò nonostante, le intenzioni del cantante vengono considerate dai più come una mera operazione commerciale, benché l'accoglienza della critica musicale sia stata generalmente positiva.

## Tracce
Tutti i brani sono stati scritti da George Michael, salvo dove indicato diversamente.
1. Praying for Time – 4:41
2. Freedom! '90 – 6:30
3. They Won't Go When I Go (cover di Stevie Wonder e Yvonne Wright) – 5:06
4. Something to Save – 3:18
5. Cowboys and Angels – 7:15
6. Waiting for That Day/You Can't Always Get What You Want (scritta da George Michael con il testo di "You Can't Get What You Want" di Mick Jagger e Keith Richards)  – 4:49
7. Mother's Pride – 3:59
8. Heal the Pain – 4:41
9. Soul Free – 5:29
10. Waiting (Reprise) – 2:25

## Edizione speciale 2017
Prima della sua morte, George Michael aveva programmato l'uscita di un'edizione speciale di Listen Without Prejudice in occasione dei 25 anni dall'uscita dell'album. Il progetto era in programma per il 2015, rimandato poi al 2016 e dopo vari rinvii dopo la morte dell'artista è stato pubblicato il 20 ottobre 2017, come album postumo. Contiene tutte le tracce di Listen Without Prejudice Vol. 1, l'album live MTV Unplugged del 1996 e altri brani tra cui remix e anche alcuni inediti. Ne esiste anche una versione a 2 cd contenente la nuova versione di Fantasy utilizzata come singolo di lancio per questa riedizione.

### Disco 2
1. Freedom! '90 (MTV Unplugged version)
2. Fastlove (MTV Unplugged version)
3. I Can't Make You Love Me (MTV Unplugged version)
4. Father Figure (MTV Unplugged version)
5. You Have Been Loved (MTV Unplugged version)
6. Everything She Wants (MTV Unplugged version)
7. The Strangest Thing (MTV Unplugged version)
8. Older (MTV Unplugged version)
9. Star People (MTV Unplugged version)
10. Praying for Time (MTV Unplugged version)

### Disco 3
1. Soul Free (Special Radio Edit)
2. Freedom! '90 (Back to Reality Mix)
3. Freedom! '90 (Back to Reality Mix Edit)
4. Fantasy
5. Freedom! '90 (Radio Edit)
6. Cowboys and Angels (Edit)
7. If You Were My Woman
8. Too Funky
9. Crazyman Dance
10. Do You Really Want to Know
11. Happy
12. Too Funky (Extended)
13. Too Jazzy (Happy Mix)
14. Fantasy '98
15. Heal the Pain (con Paul McCartney)
16. Desafinado (con Astrud Gilberto)

### DVD
1. The Southbank Show 1990
2. Freedom! '90 (video promo)
3. Praying for Time (video promo)
4. Freedom 90 MTV 10th Anniversary

## Classifiche

### Listen Without Prejudice Vol. 1
| Classifica (1990) | Posizione massima |
| ----------------- | ----------------- |
| Australia         | 2                 |
| Austria           | 5                 |
| Canada            | 6                 |
| Finlandia         | 11                |
| Francia           | 2                 |
| Germania          | 7                 |
| Giappone          | 3                 |
| Italia            | 6                 |
| Norvegia          | 4                 |
| Nuova Zelanda     | 2                 |
| Paesi Bassi       | 2                 |
| Regno Unito       | 1                 |
| Spagna            | 2                 |
| Stati Uniti       | 2                 |
| Svezia            | 3                 |
| Svizzera          | 3                 |

### Listen Without Prejudice / MTV Unplugged
| Classifica (2017) | Posizione massima |
| ----------------- | ----------------- |
| Australia         | 5                 |
| Austria           | 13                |
| Belgio (Fiandre)  | 4                 |
| Belgio (Vallonia) | 14                |
| Canada            | 34                |
| Danimarca         | 7                 |
| Francia           | 12                |
| Germania          | 9                 |
| Italia            | 6                 |
| Nuova Zelanda     | 5                 |
| Paesi Bassi       | 6                 |
| Portogallo        | 3                 |
| Regno Unito       | 1                 |
| Spagna            | 8                 |
| Stati Uniti       | 41                |
| Stati Uniti (R&B) | 22                |
| Svizzera          | 12                |